# Shar
shar(shell archive의 약어)는 유닉스 운영체제에서 유닉스의 shar 유틸리티로 생성된 아카이브 형식이다. shar 파일은 유효한 셸 스크립트이기 때문에 일종의 자체 풀림 압축 파일이며 이를 실행하면 파일이 다시 생성된다. 파일을 추출하려면 일반적으로 표준 유닉스 본 셸 sh만 필요하다.
shar 명령은 단일 유닉스 규격에 의해 지정되지 않으므로 공식적으로 유닉스의 구성 요소가 아니라 레거시 유틸리티이다.

## 같이 보기
- 유닉스 명령어 목록